# Praticagem

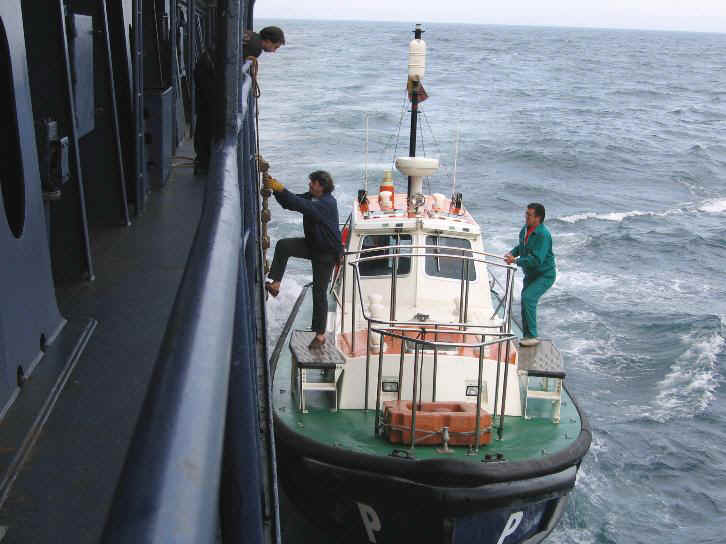
Um prático embarcando num navio para pilotá-lo.

A praticagem, pilotagem dos portos, pilotagem das barras ou simplesmente pilotagem é a atividade de pilotar navios na entrada e saída dos portos, não apenas na atracação e desatracação, mas em toda a sua navegação no canal de acesso ao porto.
Trata-se  de um serviço de auxílio portuário, disponível em áreas que apresentam dificuldades ao tráfego livre e seguro de embarcações, em geral de grande porte. Tais dificuldades podem ser relativas a ventos, estado do mar, lagos ou rios, marés, correntes, bancos de areia, naufrágios, visibilidade restrita, entre outras.
No Brasil e na América Latina, o profissional habilitado para a praticagem é denominado prático, sendo o termo piloto usado quando o profissional pertence à categoria de oficial náutico. Nos demais países, o profissional é chamado de pilot. 
O serviço é exercido por um piloto especializado nas águas onde o comandante do navio não está familiarizado com condições específicas, como ventos e correntes, e onde as embarcações se comportam de maneira diversa. O comandante é treinado somente para navegar no alto-mar.
Já o prático possui o conhecimento das águas em que atua, com especial habilidade na condução de embarcações, devendo estar perfeitamente atualizado com dados sobre profundidade e geografia local, clima e as informações do tráfego de embarcações. É também o responsável pelo controle e direcionamento dos rumos de uma embarcação próxima à costa ou em águas interiores desconhecidas do comandante. Presta relevante serviço público delegado a uma atividade privada. 
Na ponte de comando do navio, o prático dá ordens de leme ao timoneiro, de máquinas ao comandante e de puxar e empurrar aos mestres dos rebocadores. Além disso, ele monitora o tráfego ao redor, combina cruzamentos com outros navios e coordena o serviço de amarração.
Com sua habilidade, profundo conhecimento local e investimentos próprios, ele permite o emprego de navios de maior porte, com máxima segurança dentro dos limites hidrográficos do Porto, otimizando o escoamento das cargas de interesse da região, tendo sempre presentes as responsabilidades com a proteção da vida humana, a preservação do meio ambiente aquático, a manutenção da navegabilidade nos canais de acesso e a proteção do patrimônio público ou privado envolvido na manobra, ou seja: navios, rebocadores, lanchas e instalações portuárias. O prático, portanto, assessora o comandante na condução segura do navio em áreas de navegação restrita ou sensíveis para o meio ambiente. Ele evita acidentes que podem causar severa poluição e até o fechamento de um porto para a economia.